# Thigmotropie

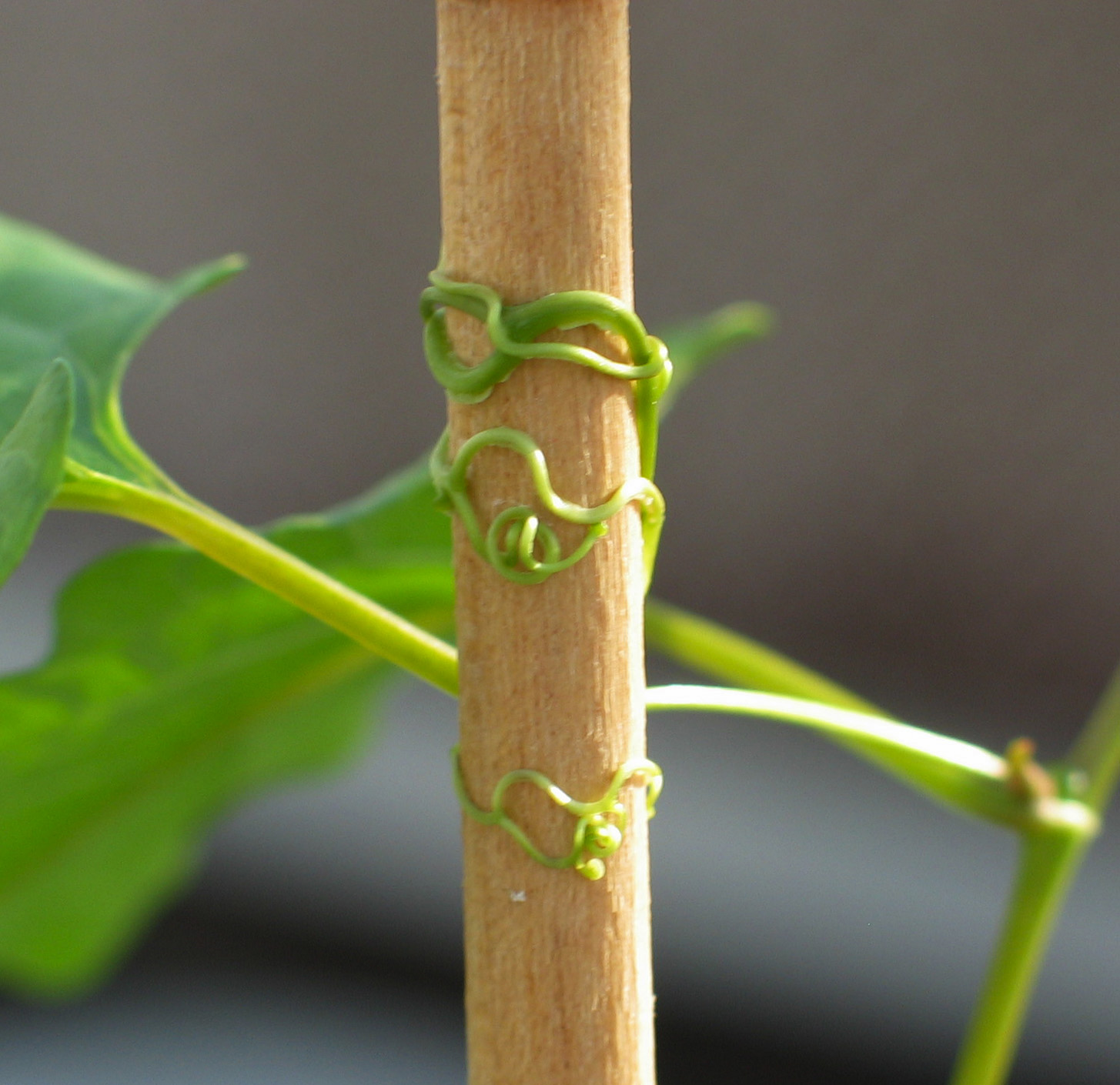
De ranken van Brunnichia ovata draaien als reactie op aanraking

Thigmotropie is een draaiende beweging in reactie op aanraking. Het is een specifieke vorm van tropie (beweging in reactie op een uitwendige prikkel) en wordt vooral waargenomen bij planten die zich tijdens hun groei oriënteren op het omsluiten van hun ondergrond, zoals klimplanten. De term is afgeleid van het Griekse woord voor 'aanraking' (θιγμός).